# Waswanipi (municipalité de village cri)
Pour les articles homonymes, voir Waswanipi (homonymie).
Waswanipi (en cri : ᐧᐋᐧᓵᓂᐲ ou Waaswaanipii) est une municipalité de village cri située dans le territoire d'Eeyou Istchee, dans le Nord-du-Québec, au Québec. Il s'agit d'une zone non urbanisée et dépourvue d'infrastructures publiques. Elle est rattachée à la Nation crie de Waswanipi.

## Géographie
Le territoire de la municipalité de village cri de Waswanipi est située sur la rive nord de la rivière Waswanipi et ne compte, en fait, aucune infrastructure publique ni résident permanent. La terre réservée crie de Waswanipi est limitrophe du territoire de la municipalité de village cri sur ses faces sud et est limitrophe d'un territoire non organisé dont le toponyme n'a toujours pas été déterminé sur ses faces nord et ouest. 

### Municipalités limitrophes
Waswanipi est imbriquée entre le territoire non organisé 99910 et la terre réservée crie de Waswanipi. 

## Description
Comme plusieurs autres entités autochtones, Waswanipi est composée d'une terre réservée crie du même nom de catégorie IA, de juridiction fédérale ainsi que d'une municipalité de village cri de catégorie IB, de juridiction provinciale.
La population cumulée des deux territoires est comptabilisée sur le territoire de catégorie IA. Le recensement de 2016 y dénombre 1 759 habitants, en baisse de 1 % par rapport à 2011.

## Personnalités
- Romeo Saganash, homme politique cri